# Typhlops cariei
Typhlops cariei là một loài rắn trong họ Typhlopidae. Loài này được Hoffstetter mô tả khoa học đầu tiên năm 1946.